# Te Wairoa Falls
Die Te Wairoa Falls (auch bekannt als Wairere Falls) sind ein Wasserfall in Te Wairoa in der Region Bay of Plenty auf der Nordinsel Neuseelands. Er liegt im Lauf des Wairoa Stream, der unweit hinter dem Wasserfall in den Lake Tarawera mündet. Seine Fallhöhe beträgt rund 30 Meter.
Der Zugang zum Wasserfall ist kostenpflichtig und mit dem Besuch von Te Wairoa verbunden. Vom Ortszentrum führt ein Wanderweg in 20 Gehminuten zu ihm.